# Baiyu, Qinghai
Baiyu (kinesiska: 白玉, 白玉乡, 白玉寺) är en socken i Kina. Den ligger i provinsen Qinghai, i den nordvästra delen av landet, omkring 390 kilometer söder om provinshuvudstaden Xining. Antalet invånare är 5 323. Befolkningen består av 2 406 kvinnor och 2 917 män. Barn under 15 år utgör 26,0 %, vuxna 15-64 år 67 %, och äldre över 65 år 6,0 %.
Runt Baiyu är det mycket glesbefolkat, med 2 invånare per kvadratkilometer. Baiyu är det största samhället i trakten. Trakten runt Baiyu består i huvudsak av gräsmarker.
Genomsnittlig årsnederbörd är 842 millimeter. Den regnigaste månaden är juli, med i genomsnitt 175 mm nederbörd, och den torraste är december, med 4 mm nederbörd.